# Diente de huevo

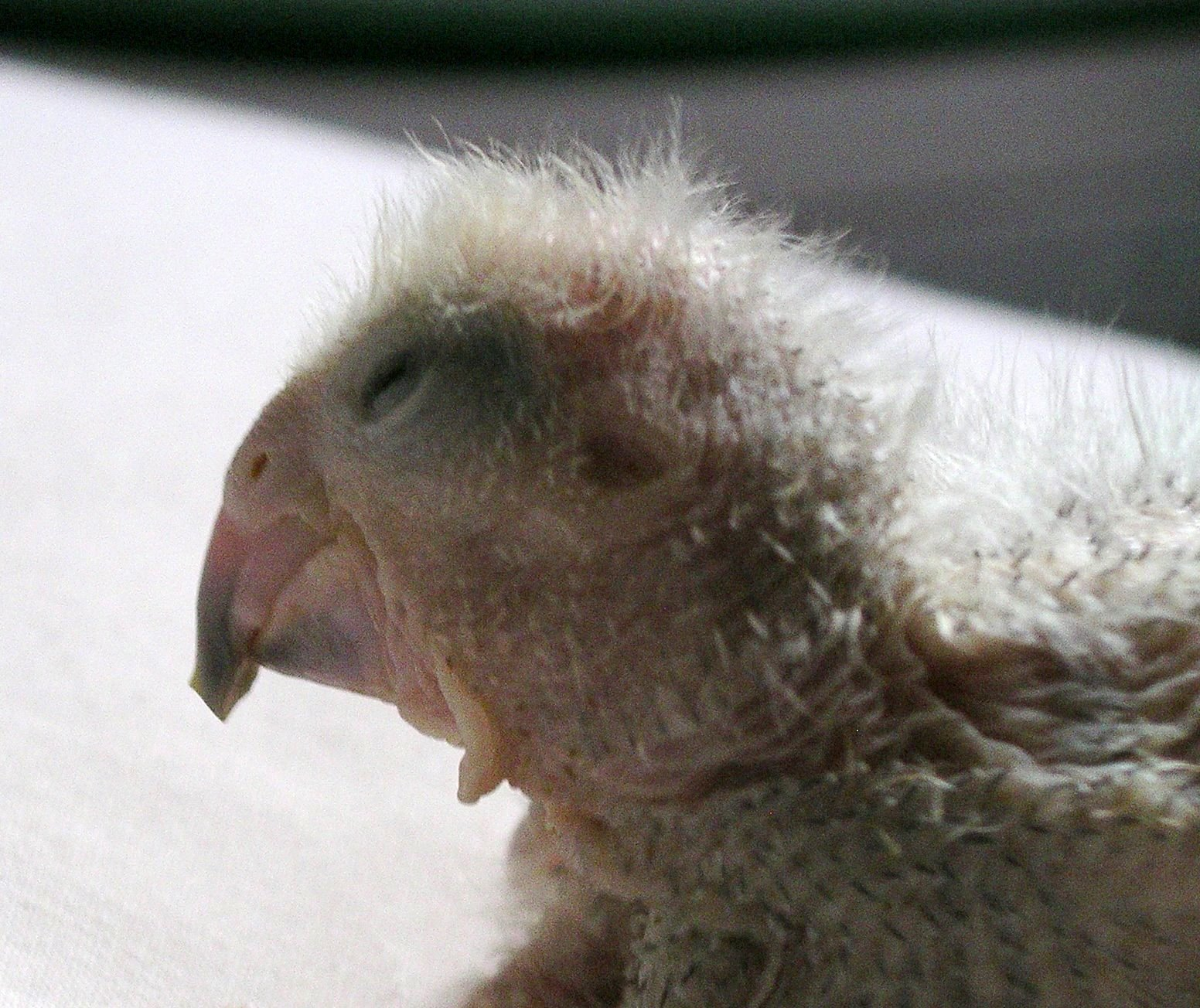
Una cría de loro senegalés (Poicephalus senegalus) 2 semanas después de la eclosión. El diente de huevo está situado cerca de la punta del maxilar superior de su pico.

En algunos animales ovíparos, el diente de huevo es una protuberancia craneal pequeña y aguda utilizada por las crías para romper o rasgar la cáscara del huevo al final del periodo de incubación. Este diente está presente en la mayor parte de las aves, reptiles, arañas y los mamíferos monotremas como el ornitorrinco cuentan con estructuras similares.
Algunos lagartos y serpientes desarrollan un diente verdadero que pierden tras su utilización; otros reptiles y aves generalmente desarrollan un pequeño cuerno epidérmico análogo que es reabsorbido o termina cayendo.

## Aves
Las crías de las aves tienen un músculo (Musculus complexus) en la parte anterodorsal del pico  que les da la fuerza necesaria para rasgar con el diente de huevo la membrana interior de la cáscara. En los adultos este músculo sirve para elevar la cabeza.
Cuando una cría de ave alcanza un tamaño demasiado grande para absorber oxígeno a través de los poros de la cáscara de huevo, usa su diente de huevo para practicar un agujero en la cámara de aire localizada entre la chalaza y la cutícula. Esta cámara proporciona unas valiosas horas de aire, durante las cuales la cría se abre camino a través de la cáscara hasta el exterior. El diente de huevo cae varias semanas después de la eclosión.
Los kiwis carecen de un diente de huevo, por lo que usan en su lugar sus patas y el pico para perforar una cáscara de huevo relativamente delgada. Los superprecoces megápodos poseen un diente de huevo durante su desarrollo embrionario temprano, pero usan sus garras durante la eclosión.

## Reptiles

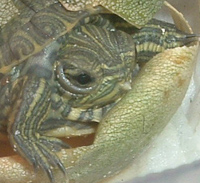
Eclosión de una gigotea elegante (Trachemys scripta elegans) en la que se aprecia claramente el diente de huevo.

Las crías de las serpientes generalmente se desarrollan en huevos con cáscaras coriáceas y resistentes. El diente de huevo de las serpientes en un diente verdadero que abre un agujero directamente en la cáscara; solo lo tienen los embriones y lo pierden poco después de nacer. Los lagartos tienen también cáscaras de huevo resistentes.
En el caso de los cocodrilos las crías cuentan con un diente de huevo al final de su hocico. Es una pieza resistente en la piel que es totalmente reabsorbida menos de dos meses después de la eclosión. Los huevos de cocodrilo son similares a los de las aves, en cuanto a que también tienen una membrana interna blanda y otra externa, calcificada y más resistente. El diente de huevo se utiliza para rasgar la membrana interior; la cría puede entonces abrirse camino por la cáscara exterior. Si las condiciones son particularmente secas ese año, la membrana interior puede ser demasiado resistente para que el cocodrilo pueda rasgarla, y si no cuenta con ayuda externa simplemente morirá dentro del huevo, por lo que por lo general la madre ayuda a liberarlo.

## Dinosaurios
En el año 2005 se encontró el primer fósil de dinosaurio con un diente de huevo. A diferencia de las actuales tortugas, cocodrilos y aves este diente es de origen mesodérmico, no ectodérmico. No es de tipo córneo como en los grupos citados, es una estructura ósea, diferente a un diente verdadero, que se encontraba en el extremo dorsorrostral del hocico.